# Сосновка (Балезинский район)
Сосновка — деревня в Киршонском сельском поселении Балезинского района Удмуртии.

## История
В 1964 году Указом Президиума ВС РСФСР деревня Развал переименована в Сосновку.

## Население
| 2010 | 2012 | 2014 |
| ---- | ---- | ---- |
| 97   | ↘95  | ↗113 |